# 아웃백 스테이크하우스
아웃백 스테이크하우스(Outback Steak House)는 미국의 패밀리 레스토랑 브랜드이다.

## 개요

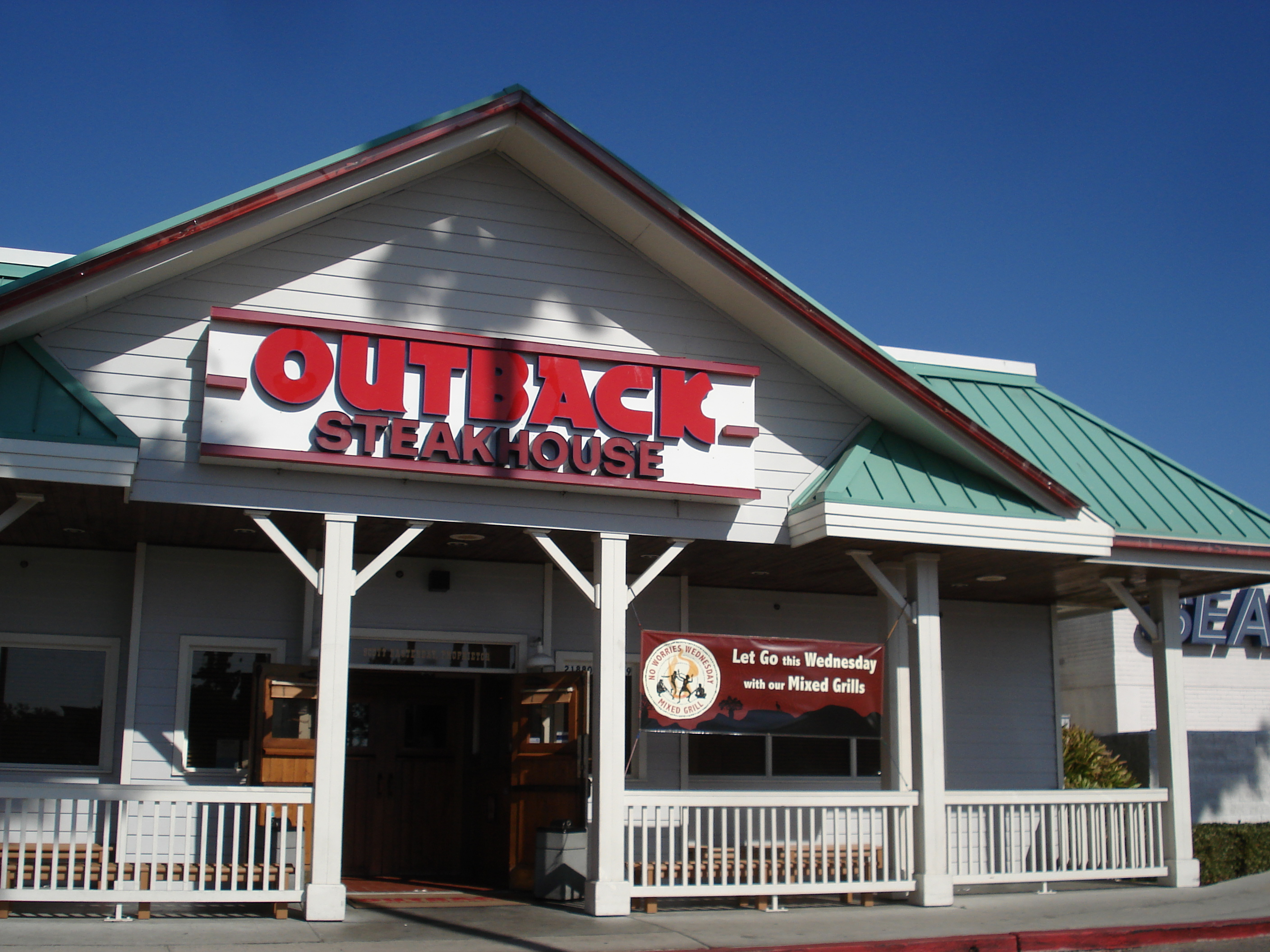
캘리포니아주 토런스에 있는 아웃백 스테이크하우스

아웃백 스테이크하우스(Outback Steakhouse)는 미국의 외식업체이다. 본사는 미국 플로리다주 탬파에 있다.
호주식 영어로 '오지'를 뜻하는 Outback이란 명칭을 쓰는데다가 식당 내부를 오스트레일리아 식으로 꾸며 놓는 경우가 많기 때문에 오스트레일리아에 본거지를 둔 식당으로 보이기도 하나, 미국의 외식업체이다. 북미, 남미, 유럽, 아시아, 오스트레일리아의 22개 국가에서 1200개 이상의 점포를 운영 중이다. 쇠고기 요리를 전문으로 하며, 그 외의 여러 사이드 메뉴를 함께 취급한다. 미국에서는 USDA의 초이스 등급 쇠고기에 특화된 메뉴를 주로 취급하나, 대한민국에서는 미국산 쇠고기에 대한 강한 거부감 때문에 미국산 쇠고기를 쓰지 않으며, 오스트레일리아에서 수입한 쇠고기를 쓴다.
회사는 1988년에 밥 바샘(Bob Basham)와 트루디 쿠퍼(Trudy Cooper), 크리스 T. 설리번(Chris T. Sullivan), 팀 개넌(Tim Gannon)이 창립했다. 미국 내에서는 OSI 레스토랑 파트너십(OSI Restaurant Partnership)이 소유하고 운영하고 있으며 외국에서는 프랜차이즈와 합작투자의 형태로 운영하고 있다. 1997년에 유한회사 오지정(Aussie Chung, Inc.)과 프랜차이즈 계약으로 대한민국에 진출했다. 현재 전세계에 1000여개 이상의 아웃백 스테이크하우스 매장이 존재하며, 그 중 대략 80개 정도의 매장은 한국 안에 위치해 있다.
장기불황과 내수침체로 인한 소비심리 위축으로 2015년부터 수익성이 떨어지는 하위 34개(전체 매장 중 31.2%)의 매장을 철수하기로 하였다. 아웃백 관계자는 "이번에 새로운 사업 계획 발표 후 질적 성장을 위해 기존 매장 중 매출 부진, 인테리어 노후, 임대차계약이 종료되는 34개 매장을 철수하기로 했다"며 "추후 선택과 집중을 통해 다른 매장에 집중 할 것"이라고 밝혔다.
대한민국에서는 1997년 진출 이후 2000년대 패밀리 레스토랑붐을 타고 폭발적인 인기를 누렸고 2004년부터 기존 T.G.I. Friday's가 가지고 있던 패밀리레스토랑 점유율 1위를 차지했다. 그러나 2010년대 초반부터 패밀리 레스토랑의 인기가 전체적으로 하락세를 타면서 아웃백 역시 낮은 매출과 경영난을 면치 못했으나, 2017년 사모펀드로 인수된 이후 토마호크 스테이크로 대표되는 스테이크 메뉴의 고급화와 전략 변경으로 다시 매출이 급상승하며, 대한민국에서 거의 유일하게 살아남은 패밀리 레스토랑 체인으로 현재까지 영업중이다.

## 서비스
아웃백 스테이크하우스는 매장에 찾아온 고객들에게 6BSP등의 질좋은 서비스를 통해 좋은 경험을 줌으로써 단골고객으로 만듬을 통해 매출을 올리는 것을 목표로 하며, 그 외에도 매출을 올리기 위해 멤버쉽과 같은 여러 가지 이벤트를 한다.

### 6BSP
6BSP서비스는 6 basic Service Point의 약자로써 고객이 매장 방문시 받게 되는 가장 기본적인 서비스이다.
서비스의 순서는 자기소개 → 주문받기 → 식전빵(OvenBread), 수프, 음료, 에피타이져 제공 → 메인메뉴 제공 → Two Bite(Check back) → 후식제공 순으로 이루어진다.
자기소개는 대게 담당 테이블 서버가 고객들에게 코스터(컵받침)을 주고, 메뉴 추천을 하면서 이루어진다.
Two Bite(Check Back)는 메인메뉴가 나온 후 고객이 음식을 맛본 후 메뉴가 입맛에 맞는지 혹은 이상은 없는지 확인하는 단계로, 만일 이상 발견 시에는 매장 매니저가 방문하여 적절한 조치를 취한다.
(Tip. 세 번째 단계인 식전빵 제공 단계에서 기본으로 제공되는 버터 외에 초코, 블루치즈 등의 소스를 요청하면 빵을 더 맛있게 먹을 수 있으니 참고하도록 하자.)

### 퍼피독 서비스
퍼피독 서비스란 점원이 고객과의 눈높이를 맞추기 위해 무릎을 꿇고 주문 혹은 오더를 받는 서비스이다. 1992년  T.G.I Friday란 패밀리 레스토랑에서 시작되어 현재 타 레스토랑, 호텔, 항공사 등의 서비스 업종들이 이 서비스를 시행하고 있다. 손님에 대한 존중 혹은 좋은 서비스를 주고자 만들어진 서비스이지만, 한편에서는 '감정노동'이라며 너무 과도한 서비스라는 등 꽤 논란이 많은 서비스이다.

지금은 퍼피독 서비스를 하지 않고 서서 주문을 받는 형태이다.

### 멤버쉽
아웃백 스테이크하우스는 자체적으로 부메랑 멤버쉽(Boomerang Membership)이란 회원제도를 운영하여, 처음 가입한 고객들에게는 에피타이져 '크리스피 쿠카부라 윙'을 무료로 먹을 수 있는 쿠폰을 주고 그 외에도 모든 회원들에게 맥주를 1+1으로 살 수 있는 'BOGO 쿠폰', 생일기념으로 1만원 할인해주는 생일 쿠폰을 준다. 또한 특정 조건을 만족한 고객들을 대상으로 매년 VIP신청을 받아 Red VIP, Black VIP의 등급으로 고객들을 선정하여, 매장 방문시 Red VIP에게는 무료 에이드와 쿠폰 등의 혜택, Black VIP에게는 무료 생과일 주스와 다양한 혜택을 제공해준다.

### 기타 이벤트
아웃백 스테이크하우스에서는 고객들을 끌어모으기 위해 기존의 멤버쉽 서비스 외에도 타기업들과 제휴를 맺어 각종 행사를 한다.

###### Movie is Aussie Day
매장에 당일 보았던 극장 영화 티켓을 가져오면 오지치즈후라이 미디움 사이즈를 주는 행사이다. 타쿠폰을 사용하지 않고 3만원 이상 주문시 극장 영화표를 보여주면 바로 사용이 가능하다. 2021년 현재 종료

###### 11번가 이벤트
11번가 이벤트는 매년 6월과 11월에 이루어지는 행사로 11번가 사이트에서 아웃백에서 사용가능한 할인쿠폰을 배포하여 이루어진다. 11번가 이벤트 도중에는 고객이 매우 몰리며, 특히 첫주와 마지막주에는 고객이 너무 몰려 웨이팅만 1시간 이상을 할 정도로 많은 고객들이 아웃백을 즐기기 위해 찾아온다. 2021년 현재 종료

## 메뉴

#### 에피타이져
에피타이져는 메뉴 주문 후 수프, 음료 이후에 나오는 메뉴로, 대개 주문 후 나오는데까지 6~8분정도 소요된다.

###### 부시맨 브레드
버터와 같이 나오는 식전 빵으로 아웃백의 유명한 이유의 비결이다

###### 오지치즈후라이
감자튀김에 각종치즈를 녹이고 위에 베이컨을 뿌린 메뉴이다.
(Tip. 사이드 메뉴가 나오는 메인디쉬에 감자튀김을 선택 후 추가금액을 내 치즈를 올리면 오지치즈후라이를 따로 구입하지 않고도 이를 즐길 수 있다.)

###### 골드 코스트 코코넛 슈림프
코코넛가루를 묻혀 튀긴 새우요리

###### 레인지랜드 립레츠
튀킨 돼지갈비에 바베큐 소스를 바른 립(5-6봉)과 감자튀김이 같이 나오는 에피타이져

###### 기브미 파이브
기존 에피타이져 4종류(오지치즈후라이, 크리스피 쿠카부라윙, 골드코스트코코넛슈림프, 레인지랜드 립레츠)에 치킨 핑거(닭 안심 부위를 튀긴 음식)을 한 번에 제공해주는 메뉴

#### 스테이크

##### 시그니처 스테이크(Signature Steak)
시그니처 스테이크는 아웃백만의 시즈닝으로 만들어지는 메뉴로, 모든 시그니처 스테이크는 두가지의 사이드 메뉴(감자, 고구마, 감자튀김, 더운야채, 볶음밥)을 선택할 수 있다. 메뉴로 센터컷 부위 220g이 제공되는 서로인 스테이크, 꽃등심 부위 280g에 발사믹 갈릭과 갈립 찹을 뿌려 나오는 갈릭 립아이 스테이크 그리고 채끝등심280g이 나오는 뉴욕스트립이 있다.

##### 블랙라벨 스테이크(Black Label Steak)
블랙라벨 스테이크는 매장에서 가장 많은 비율로 팔리는 스테이크로, 대게 커플 패밀리 세트와 함께 팔리는 경우가 많다. 모든 블랙라벨 스테이크는 철판 위에 올려져 제공된다. 그 이유는 철판이 뜨거워서 열 전달이 잘 되기 때문이다.

###### 퀸즈랜드 립아이
호주의 '퀸즈랜드'란 지역의 이름을 딴 스테이크로, 최고급 꽃등심 부위 320g이 제공된다. 기본 사이드 메뉴로 구운양파, 아스파리거스가 나오며 추가적으로 자몽, 아보카도, 램(양고기), 랍스터 중 하나가 제공된다. 총 2인분 정도의 양으로 정해져 주문시 수프 또한 2잔이 제공되며 커플 세트에서 고정 메뉴인 경우가 많다.

###### 달링포인트 스트립(210g/420g)
달링 포인트 스트립은 채끝 등심 부위로 만든 스테이크로 210g과 420g중 선택이 가능하다. 이중 210g은 오후 5시 이전까지 주문 가능한 런치 세트 메뉴에도 있다. 앞의 퀸즈랜드 립아이와 같이 기본 사이드 메뉴로 구운양파, 아스파리거스가 나오며 추가적으로 자몽, 아보카도, 램(양고기), 랍스터 중 하나가 제공된다.

##### 토마호크 스테이크(TOMAHAWK Steak)
토마호크 스테이크는 타 스테이크들과는 달리 100g당 18000원이라는 가격으로 판매가 되며, 보통 600g 중반대부터 판매된다. 조리되는 부위가 소에서 나오는 매우 한정적인 부위이기 때문에 매장에서도 하루에 판매가능한 수량이 정해져 있다. 부위는 새우살, 늑간살, 등심으로 총 세가지 부위를 맛볼 수 있으며, 주문시 수프 세 잔, 샐러리로 만든 시저샐러드 그리고 고구마, 감자, 아스파라거스 등이 들어간 프리미엄 사이드가 같이 제공된다.

#### 파스타

###### 투움바 파스타(Toowoomba Pasta)
호주의 지역이름인 투움바(Toowoomba)에서 따온 이름을 가진 투움바 파스타는 파마산 치즈, 새우, 양송이를 볶아 만든 크림 파스타로, 안에 안심을 넣어 투움바 안심 파스타(Toowoomba Filet Pasta)로, 맵게 만들어 스파이시 투움바 파스타(Spicy Toowoomba Psata)로, 랍스터를 위에 올려 랍스터 투움바 파스타(Lobster Toowoomba Pasta)로 만들어지는 등 다양하게 응용되어 판매된다.

###### 스파이시 시푸드 알리오 올리오 파스타(Spicy Seafood Aglio Olio Pasta)
마늘과 올리브 오일 등으로 만들어진 소스로 만들어진 파스타로, 아웃백에서 판매하는 파스타 중에서 상대적으로 매운맛을 가지고 있다.

###### 치오피노 파스타
오징어, 새우, 홍합 등 다양한 해산물로 만들어진 전통적인 파스타로, 스파이시 시푸드 알리오 올리오 파스타와 비슷한 맵기를 가지고 있다.

#### 기타 메뉴

##### 립

###### 베이비 백립(600g)
베이비 백립은 기름기를 뺀 돼지갈비에 바베큐소스를 발라 만든 메뉴로 400g과 550g 중 선택하여 주문이 가능하다. 주문시 사이드메뉴 1종류가 딸려 나오며, 런치메뉴(오후 5시 이전)로 주문시 수프 한 잔과 에이드 한 잔이 동시에 제공된다.

##### 런치메뉴
런치메뉴에는 디너 때 맛볼 수 없는 다양한 스테이크와 밥 종류가 준비되어 있으며, 모든 런치메뉴는 주문시에 수프 한잔과 에이드가 제공된다.

###### 스테이크
런치 메뉴에서는 기존에 있던 달링 포인트 스트립 아웃백 서로인 스테이크, 갈릭 립아이 스테이크 외에도 많은 스테이크들이 존재한다. 런치 메뉴에만 있는 스테이크의 종류로는 채끝등심 스테이크(240g)를 썬 후 위에 데리야끼 소스를 뿌려 만드는 짐붐바 스테이크, 갈릭 립아이 스테이크에서 사용하는 스테이크(꽃등심 280g)를 구워 조리하는 록  햄프톤 립아이 스테이크가 있다.

###### 밥
런치시간 때에는 디너타임 때와는 달리 밥 종류가 메인 메뉴가 존재한다. 밥이 나오는 메뉴는 후라이팬처럼 생긴 매우 뜨거운 스킬렛 위에 제공되며, 밥과 고기가 함께 나오는 형식으로 제공된다. 메뉴로는 서로인 스테이크 150g이 썰려 밥과 함께 제공되는 서로인 스테이크 라이스, 갈비소스가 발라진 카카두 스테이크와 김치 볶음밥이 나오는 카카두 김치 그릴러, 데리야끼 소스로 맛을 낸 닭다리 살과 밥이 제공되는 데리야끼 치킨 라이스가 있다.

### 음료

###### 에이드&주스
에이드에는 갈아만든 생과일과 시럽 그리고 탄산수 혹은 사이다를 합쳐 만든 것으로 대략 12온즈 정도 제공된다. 오렌지, 레몬, 망고, 아사이베리, 딸기 등의 맛이 존재하며, 계절에 따라서 키위, 자몽과 같은 맛이 나오기도 한다. 생과일 주스는 말 그대로 그날 갈아 만든 생과일만으로 이루어진 주스를 제공하는 것으로 오렌지, 망고, 아사이베리 등의 맛이 존재한다. 런치 메뉴 구입시엔 에이드 한 잔, 키즈 메뉴 주문시엔 어린이용 생과일 주스 한 잔이 제공되며, 이외에도 VIP고객이 오면 Red VIP의 경우 에이드, Black VIP의 경우 생과일 주스 한 잔이 무료 제공된다.

###### 주류(와인&맥주)
와인의 경우 레드와인에는 산타 캐톨라이나 프레미오, 산 페드로 35 사우스 멜롯, 카르멘 카비네 쇼비뇽이 구비되어 있으며, 와이트 와인의 경우 산타 캐톨리나 프레미오, 베린저 화이트 진판델이 구비되어 있다. 모든 와인은 글라스 한 잔 혹은 병으로 주문 가능하며, 병으로 주문시 테이블 앞에서 직접 코르크를 따서 잔에 따라주는 서비스를 한다.맥주는 카스 생맥주, 스텔라 아르투아, 하이네켄 생맥주, 구스 아일란드 IPA가 구비되어 있으며, 글라스(340ml) 혹은 피쳐(1700ml)로 구매 가능하다.